# 開水白菜

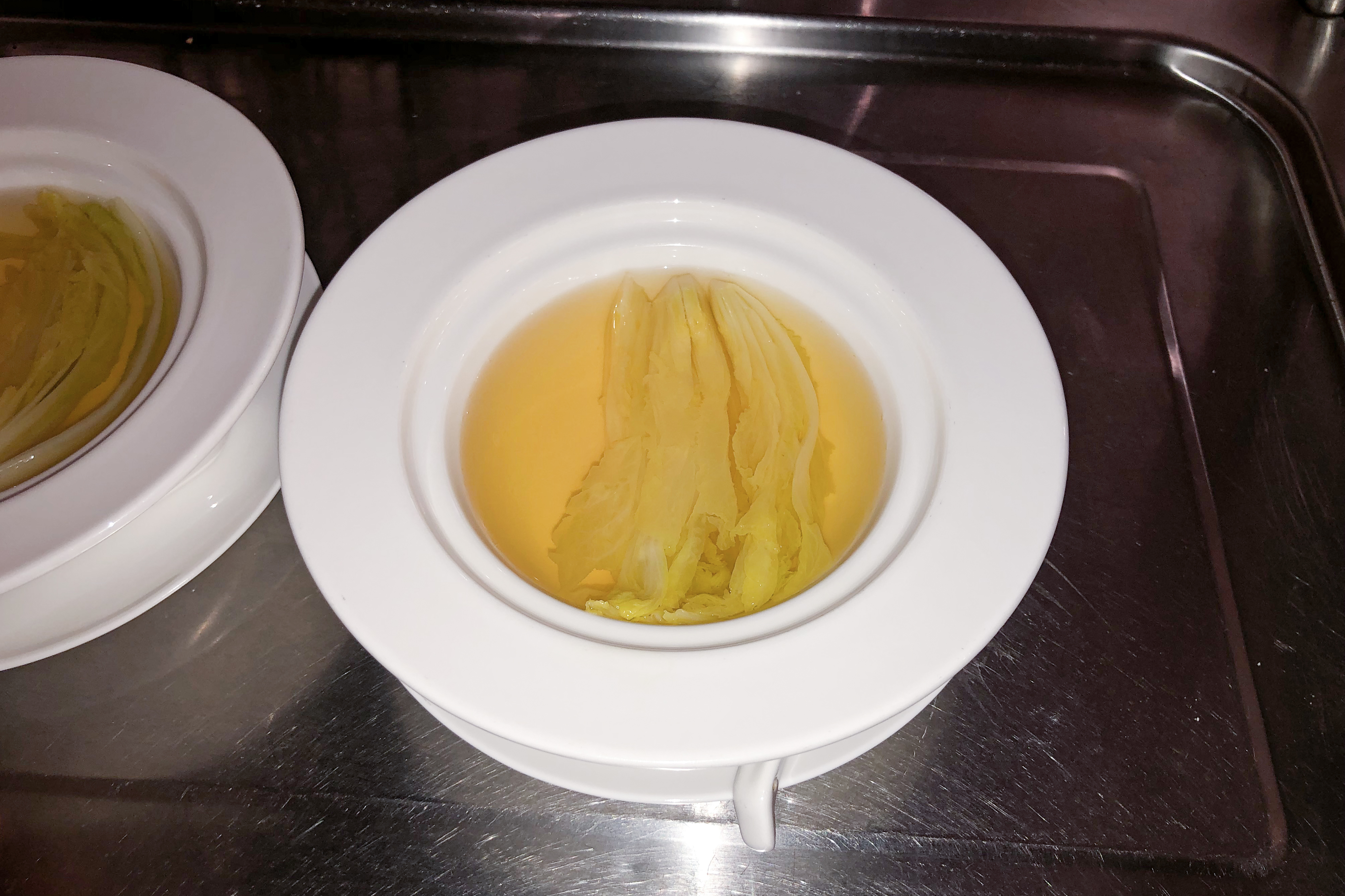
開水白菜の例（北京市）

開水白菜（カイシュイパイツァイ）は、四川料理の1つ。辛くない四川料理として知られる。

## 概要
ハクサイを用いたスープ料理である。
「開水」は「鶏、アヒル、スペアリブなどから作ったスープ」の意である。「開水」は清湯であり、このスープでハクサイを煮る。四川にトウガラシが入ってくる前の古典料理である。
高級中華料理店などでは、ハクサイを花に見立てた盛り付けにすることもある。
日本では、ハクサイの花芯を使って作った自作の開水白菜にスープをかけ、ハクサイが蓮の花が開花ように開くする様子を撮影した動画がSNSで絶賛されたことがある。

## メディアでの登場
- カンフーシェフ - 香港映画。映画の最後の料理コンテストの課題料理として登場。ライバルチームが凝った素材を使用した宮廷料理のスープにしたのに対し、ケン・ロン（呉建豪）はありふれた食材をていねいに調理し、優勝する[6]。

## 参考書籍
- 崔岱遠（著/文）、李楊樺（イラスト）、川浩二（翻訳）『中国くいしんぼう辞典』みすず書房、2019年。ISBN 978-4622088271。